# Distretto di Palwal
Il distretto di Palwal è un distretto dell'Haryana, in India, di 829 000 abitanti. È situato nella divisione di Gurgaon e il suo capoluogo è Palwal.
Il distretto è stato istituito il 5 agosto 2008 su richiesta della popolazione. Comprende i tre comuni (detti in hindi tehsil) di Palwal, Hodal e Hathin, oltre a 282 villaggi.